# 肩甲下筋
肩甲下筋（けんこうかきん、英語: subscapularis muscle）は、上肢帯の筋である。肩甲骨の肩甲下窩・肩甲骨肋骨面から起始し、筋束は三角形に集まって外方へ向かい、肩関節の前を出て上腕骨小結節・小結節稜に停止する。作用は、肩関節の内旋・水平屈曲。多少内転する。神経は、肩甲下神経C5・C6。
棘上筋、棘下筋、小円筋と共に回旋筋腱板（ローテーターカフ）を形成している。